# Coilbox
Coilbox ist eine spanische Metal-Band, die 1998 in Madrid gegründet wurde.

## Bandgeschichte
Coilbox etablierte sich in der spanischen Metal- und Punkszene als Liveband, die mit größeren Bands wie Hamlet tourte. Die Band spielte außerdem auf Festivals wie dem FestiMad. Nach einem Demo 2001 erschien 2002 das Debütalbum 13 über Zero Records. 2004 folgte The Havoc, das von Fredrik Nordström in den schwedischen Fredman Studios in Göteborg gemastert wurde. Die Band löste sich 2008 auf.

## Diskografie
- 2001: I Miss You (Demo)
- 2002: 13
- 2004: The Havoc

### Video
- 2000: Until the End
- 2004: So Close, So Far
- 2013: The Beauty of Imperfection
- 2019: The Mist